# سوسن وار (قهاب رستاق)
سوسن وار (بالفارسية: سوسن وار) هي منطقة سكنية تقع في إيران في سمنان. يقدر عدد سكانها بـ 9 نسمة بحسب إحصاء 2016.